# Division 1 1995-1996
La Division 1 1995-1996 è stata la 58ª edizione della massima serie del campionato francese di calcio, disputato tra il 18 luglio 1995 e il 18 maggio 1996 e concluso con la vittoria del Auxerre, al suo primo titolo.
Capocannoniere del torneo è stato Sonny Anderson (Monaco), con 21 reti.

## Stagione

### Avvenimenti
Fra le varie squadre coinvolte nell'iniziale bagarre emersero il Metz e il Paris Saint-Germain: dalla settima giornata le due squadre tennero, alternativamente, la testa della graduatoria per diverse gare fino alla quindicesima giornata, quando la vittoria per 3-0 nello scontro diretto a Metz lanciò i parigini. Al giro di boa, il PSG poteva contare sette punti di vantaggio sul Metz e sull'Auxerre.
Nelle successive giornate il Paris Saint-Germain rimase saldamente al comando della classifica mentre Metz, Lens e Auxerre si contesero il secondo posto fino alla venticinquesima giornata, quando questi ultimi prevalsero definitivamente, lanciandosi all'inseguimento dei parigini. Giunti alla vigilia dello scontro diretto con cinque punti di svantaggio, vincendo per 3-0 gli uomini di Guy Roux si portarono a -2 e completarono la rimonta alla giornata seguente, approfittando di una sconfitta del PSG a Metz. Grazie alla successiva crisi di risultati dei rivali l'Auxerre poté prendere il largo nelle giornate restanti, assicurandosi il titolo con una gara di anticipo.
Poco combattuta fu la lotta per i posti in zona UEFA, peraltro ampliata dalla vittoria del Paris Saint-Germain in Coppa delle Coppe e del Metz in Coppa di Lega: assieme ai loreni, qualificati automaticamente in seguito alla vittoria del trofeo, ottennero l'accesso alla terza competizione europea Monaco, Lens e Montpellier, squadre già qualificate da tempo. Anche la bagarre per la qualificazione in Intertoto non fu particolarmente accesa, con lo Strasburgo che mise fuori dai giochi in anticipo l'Olympique Lione nella contesa per l'ultimo posto valido per l'accesso al torneo estivo.
A fondo classifica, il Lilla si mise in salvo alla penultima giornata, decretando la retrocessione di Saint-Étienne, Martigues e Gueugnon.

## Classifica finale
|  | Pos. | Squadra             | Pt | G  | V  | N  | P  | GF | GS | DR  |
|  | ---- | ------------------- | -- | -- | -- | -- | -- | -- | -- | --- |
|  | 1.   | Auxerre             | 72 | 38 | 22 | 6  | 10 | 69 | 30 | +39 |
|  | 2.   | Paris Saint-Germain | 68 | 38 | 19 | 11 | 8  | 65 | 36 | +29 |
|  | 3.   | Monaco              | 68 | 38 | 19 | 11 | 8  | 64 | 39 | +25 |
|  | 4.   | Metz                | 65 | 38 | 18 | 11 | 9  | 42 | 30 | +12 |
|  | 5.   | Lens                | 63 | 38 | 16 | 15 | 7  | 45 | 31 | +14 |
|  | 6.   | Montpellier         | 60 | 38 | 17 | 9  | 12 | 51 | 40 | +11 |
|  | 7.   | Nantes              | 55 | 38 | 14 | 13 | 11 | 44 | 42 | +2  |
|  | 8.   | Rennes              | 54 | 38 | 13 | 15 | 10 | 44 | 41 | +3  |
|  | 9.   | Strasburgo          | 54 | 38 | 14 | 12 | 12 | 46 | 44 | +2  |
|  | 10.  | Guingamp            | 53 | 38 | 13 | 14 | 11 | 34 | 33 | +1  |
|  | 11.  | Olympique Lione     | 48 | 38 | 10 | 18 | 10 | 41 | 41 | 0   |
|  | 12.  | Nizza               | 45 | 38 | 12 | 9  | 17 | 37 | 44 | -7  |
|  | 13.  | Le Havre            | 45 | 38 | 11 | 12 | 15 | 33 | 45 | -12 |
|  | 14.  | Cannes              | 44 | 38 | 12 | 8  | 18 | 45 | 51 | -6  |
|  | 15.  | Bastia              | 44 | 38 | 12 | 8  | 18 | 45 | 55 | -10 |
|  | 16.  | Bordeaux            | 42 | 38 | 11 | 9  | 18 | 44 | 52 | -8  |
|  | 17.  | Lilla               | 39 | 38 | 9  | 12 | 17 | 27 | 50 | -23 |
|  | 18.  | Gueugnon            | 38 | 38 | 8  | 14 | 16 | 27 | 46 | -19 |
|  | 19.  | Saint-Étienne       | 34 | 38 | 6  | 16 | 16 | 36 | 59 | -23 |
|  | 20.  | Martigues           | 34 | 38 | 9  | 7  | 22 | 31 | 58 | -27 |

Legenda:
      Campione di Francia e ammessa alla UEFA Champions League 1996-1997.
      Ammesse alla Coppa UEFA 1996-1997.
      Ammesse alla Coppa Intertoto 1996-1997.
      Ammesse alla Coppa delle Coppe 1996-1997.
      Retrocesse in Division 2 1996-1997.
Note:
Tre punti a vittoria, uno a pareggio, zero a sconfitta.
In caso di arrivo di due o più squadre a pari punti, la graduatoria verrà stilata secondo la classifica avulsa tra le squadre interessate che prevede, in ordine, i seguenti criteri:
- Differenza reti generale.
- Reti realizzate in generale.

### Squadra campione
| Formazione tipo | Giocatori (presenze)    |
| --- | ----------------------- |
| | Lionel Charbonnier (23) |
| Franck Rabarivony (32) |                         |
| Alain Goma (32) |                         |
| Franck Silvestre (37) |                         |
| Laurent Blanc (23) |                         |
| Sabri Lamouchi (36) |                         |
| Corentin Martins (36) |                         |
| Philippe Violeau (30) |                         |
| Bernard Diomède (33) |                         |
| Stéphane Guivarc'h (23) |                         |
| Lilian Laslandes (34) |                         |
| Altri giocatori: Moussa Saïb (33), Christophe Cocard (32), Taribo West (22), Abdelhafid Tasfaout (19), Fabien Cool (16), Christophe Rémy (13), Frédéric Danjou (7), Christian Henna (4), Thomas Deniaud (4), Fabrice Lepaul (3), Arnaud Gonzalez (1), Yann Lachuer (1). |                         |

## Statistiche

### Squadre

#### Capoliste solitarie
|    | —— | —— | —— | —— | —— | ——  | ——  | ——  | ——  | ——   | ——   | ——   | ——   | ——   | ——   | ——  | ——  | ——  | ——  | ——  | ——  | ——  | ——  | ——  | ——  | ——  | ——  | ——  | ——  | ——  | ——  | ——  | ——      | ——      | ——      | ——      | ——      | —— |  |
|    |    |    |    |    |    | PSG | PSG | PSG | PSG | Metz | Metz | Metz | Metz | Metz | Metz | PSG | PSG | PSG | PSG | PSG | PSG | PSG | PSG | PSG | PSG | PSG | PSG | PSG | PSG | PSG | PSG | PSG | Auxerre | Auxerre | Auxerre | Auxerre | Auxerre |    |  |
|    |    |    |    |    |    |     |     |     |     |      |      |      |      |      |      |     |     |     |     |     |     |     |     |     |     |     |     |     |     |     |     |     |         |         |         |         |         |    |  |
|    |    |    |    |    |    |     |     |     |     |      |      |      |      |      |      |     |     |     |     |     |     |     |     |     |     |     |     |     |     |     |     |     |         |         |         |         |         |    |  |
| 1ª | 2ª | 3ª | 4ª | 5ª | 6ª | 7ª  | 8ª  | 9ª  | 10ª | 11ª  | 12ª  | 13ª  | 14ª  | 15ª  | 16ª  | 17ª | 18ª | 19ª | 20ª | 21ª | 22ª | 23ª | 24ª | 25ª | 26ª | 27ª | 28ª | 29ª | 30ª | 31ª | 32ª | 33ª | 34ª     | 35ª     | 36ª     | 37ª     | 38ª     |    |  |

#### Primati stagionali
Squadre
- Maggior numero di vittorie: Auxerre (22)
- Minor numero di sconfitte: Lens (7)
- Migliore attacco: Auxerre (69)
- Miglior difesa:  Auxerre, Metz (30)
- Miglior differenza reti: Auxerre (+36)
- Maggior numero di pareggi: Olympique Lione (18)
- Minor numero di pareggi: Auxerre (6)
- Maggior numero di sconfitte: Martigues (22)
- Minor numero di vittorie: Saint-Étienne (6)
- Peggior attacco: Lilla, Gueugnon (27)
- Peggior difesa: Saint-Étienne (59)
- Peggior differenza reti: Martigues (-27)

### Individuali

#### Classifica marcatori
| Gol |  |  | Giocatore             | Squadra             |
| --- |  |  | --------------------- | ------------------- |
| 21  |  |  | Sonny Anderson        | Monaco              |
| 20  |  |  | Anto Drobnjak         | Bastia              |
| 19  |  |  | Florian Maurice       | Olympique Lione     |
| 15  |  |  | Julio Dely Valdés     | Paris Saint-Germain |
| 15  |  |  | Japhet N'Doram        | Nantes              |
| 15  |  |  | Sylvain Wiltord       | Rennes              |
| 14  |  |  | Raí                   | Paris Saint-Germain |
| 13  |  |  | Youri Djorkaeff       | Paris Saint-Germain |
| 13  |  |  | Corentin Martins      | Auxerre             |
| 12  |  |  | James Debbah          | Nizza               |
| 12  |  |  | Christophe Horlaville | Cannes              |
| 12  |  |  | Lilian Laslandes      | Auxerre             |

## Percorso dei club nelle coppe europee
| Club                | Competizione          | Risultato            | Ultimo avversario              |
| ------------------- | --------------------- | -------------------- | ------------------------------ |
| Nantes              | Uefa Champions League | Semifinali           | Juventus (0-2; 3-2)            |
| Paris Saint-Germain | Coppa delle Coppe     | Campione             | Rapid Vienna (1-0)             |
| Bordeaux            | Coppa UEFA            | Finale               | Bayern Monaco (0-2; 1-3)       |
| Lens                | Coppa UEFA            | Ottavi di finale     | Slavia Praga (0-0; 0-1 d.t.s.) |
| Olympique Lione     | Coppa UEFA            | Ottavi di finale     | Nottingham Forest (0-1; 0-0)   |
| Auxerre             | Coppa UEFA            | Sedicesimi di finale | Nottingham Forest (0-1; 0-0)   |
| Strasburgo          | Coppa UEFA            | Sedicesimi di finale | Milan (0-1; 1-2)               |
| Monaco              | Coppa UEFA            | Primo turno          | Leeds Utd (0-3; 1-0)           |
| Bordeaux            | Coppa Intertoto UEFA  | Campione             | Karlsruhe (2-0; 2-2)           |
| Strasburgo          | Coppa Intertoto UEFA  | Campione             | Tirol Innsbruck (1-1; 6-1)     |
| Metz                | Coppa Intertoto UEFA  | Quarti di finale     | Strasburgo (0-2)               |
| Cannes              | Coppa Intertoto UEFA  | Primo turno          | Fase a gironi                  |